# Кязимова, Диляра
DILARA (Диляра Кязимова) (азерб. Dilarə Kazımova; род. 20 мая 1984 года, в Баку, Азербайджанская ССР, СССР) — азербайджанская певица, представлявшая Азербайджан на конкурсе песни «Евровидение 2014», с песней «Start a Fire». Победительница 1 сезона шоу «Маска» (Maska), на телеканале iTV.

## Биография
Диляра Кязимова родилась 20 мая 1984 года в Баку. Окончила Бакинскую музыкальную академию имени Узеира Гаджибекова по специальности вокалиста. Выступала в оперной группе Баку. Также Диляра получила второе образование в гимназии искусств. Помимо этого Диляра выступала в составе групп «Unformal» и «Milk & Kisses» (две бывшие участницы «Unformal»). В составе группы «Milk & Kisses» в 2010 году Диляра Кязимова выступила на дебютном для Азербайджана конкурсе «Новая волна».

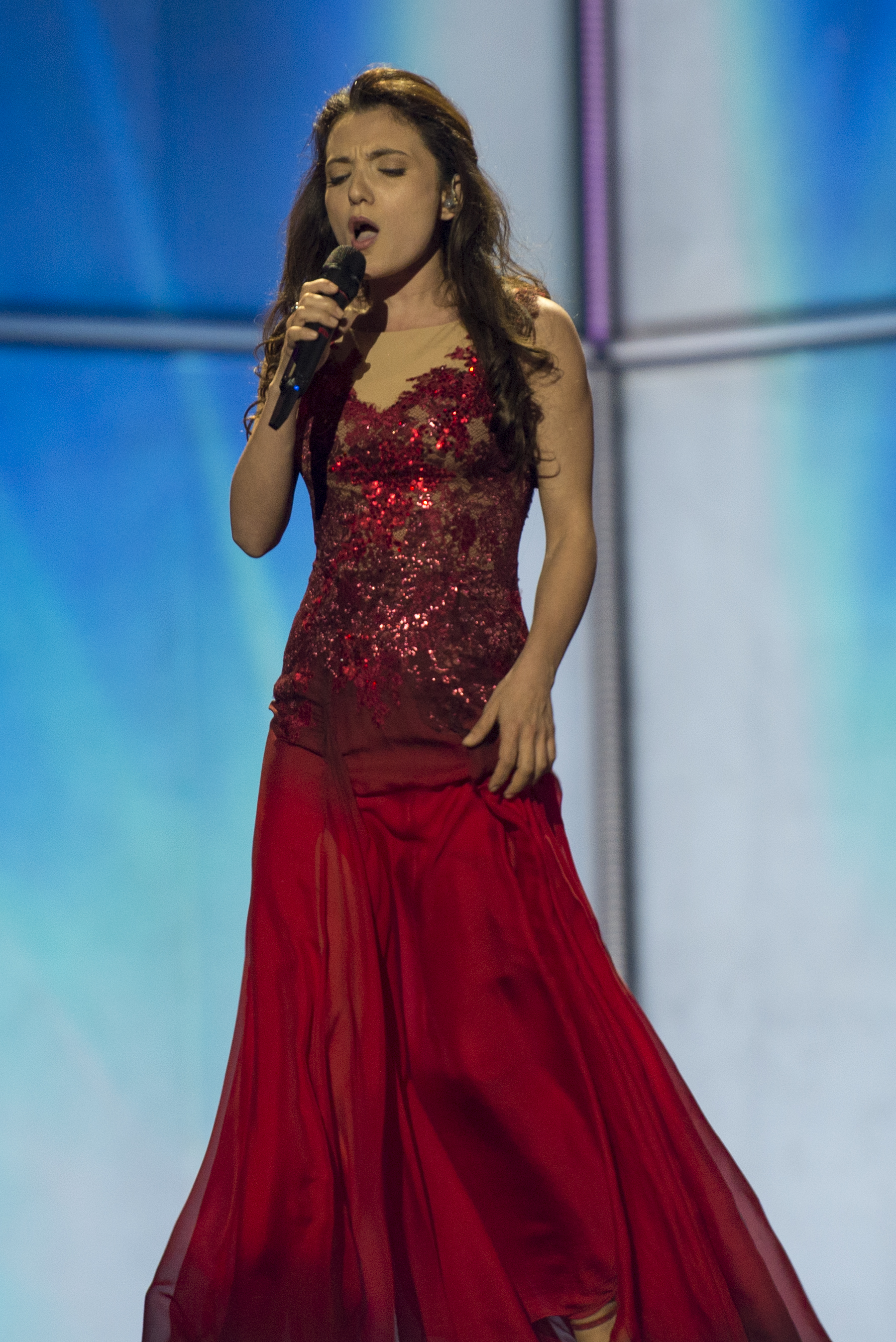
Диляра Кязимова на Евровидении 2014

Помимо карьеры певицы, Диляра Кязимова снималась в кино. В 2006 году она сыграла главную в фильме Алины Абдуллаевой «Постарайся не дышать» (партнёром Диляры в фильме был народный артист Азербайджана Фахраддин Манафов). В 2007 году, будучи вокалисткой рок-группы «Unformal», Диляра Кязимова снялась в фильме Самира Кяримоглы «Чистилище» (азерб. Sirat körpüsü). Также стоит отметить, что саундтреком фильма была песня группы «Sonzul yol».
В 2008 (в составе «Unformal») и 2010 (в составе «Milk & Kisses») годах Диляра Кязимова принимала участие в национальных отборочных турах песенного конкурса Евровидение, но не была отобрана, чтобы представить свою страну на конкурсе. Наконец, в 2014 году Кязимова стала победительницей конкурса «Большая сцена», чем заслужила право представить Азербайджан на конкурсе песни Евровидение 2014, где на финальном этапе заняла 22 место.
Так же в 2014 году Диляра Кязимова стала участницей проекта «Голос країни» украинского телеканала «1+1». Она успешно прошла предварительный отбор и попала в команду к Святославу Вакарчуку, исполнив песню его группы «Океан Ельзи» — «Без бою» (кроме того в этот день перед судьями она исполнила на азербайджанском отрывок из народной песни «Сары Гелин»). Она смогла преодолеть и следующий раунд, где в дуэте с другой участницей исполняла песню «Beggin'» группы Madcon.
Диляра выкладывает клипы и бэксейджи на свой youtube-канал.

## Фильмография
- 2006 — Постарайся не дышать — девушка
- 2007 — Чистилище[азерб.] — Деля